# Ana Escamilla
Ana Escamilla Serrano (ur. 10 lipca 1998 w Almeríi) – hiszpańska siatkarka, reprezentantka kraju, grająca na pozycji przyjmującej.

## Sukcesy klubowe
Liga hiszpańska:
- 2018
- 2019
- 2017

Superpuchar Hiszpanii:
- 2017

Puchar Hiszpanii:
- 2018

Liga niemiecka:
- 2022[4]

## Sukcesy reprezentacyjne
Liga Europejska:
- 2017, 2021

## Nagrody indywidualne
- 2019: Najlepsza punktująca ligi hiszpańskiej w sezonie 2018/2019